# Yuki Maraini
Yuki Maraini, all'anagrafe Luisa Maraini (Sapporo, 10 luglio 1939 – Rieti, 20 agosto 1995), è stata una musicista, cantante e compositrice italiana.
È stata una delle prime a scrivere canzoni per il Movimento Femminista. Inoltre, si è dedicata dapprima ai componimenti della tradizione popolare, poi alla vocalità e infine al canto libero, tanto da essere definita pioniera nel suo campo.

## Biografia
Yuki Maraini nasce a Sapporo in Giappone il 10 luglio 1939 da Topazia Alliata, pittrice, scrittrice e gallerista e da Fosco Maraini, etnologo. Ha due sorelle di nome Dacia e Toni, entrambe scrittrici. Dopo la guerra, nel 1946, insieme alla famiglia, fa rientro in Italia, terra d'origine dei parenti, vivendo a Villa Valguarnera. Yuki, letteralmente neve tradotto dal giapponese, non potrà essere registrata con questo nome all'anagrafe italiana, perché il Regio Decreto del 1939 imponeva di non chiamare i nuovi nati con nomi stranieri: per questo motivo verrà registrata col nome Luisa. Yuki Maraini si specializza in musicoterapia, materia su cui tiene anche alcuni corsi a New York.
Nel 1971 scrive le musiche per Manifesto del carcere per la regia della sorella Dacia Maraini e rappresentato al Teatro Centocelle di Roma.
Fondatrice del teatro femminista nel 1973 insieme a Maricla Boggio, Annabella Cerliani, la sorella Dacia e altre donne artiste, nello stesso anno è nel cast della rappresentazione teatrale La contessa e il cavolfiore a Roma. Nel dicembre dello stesso è una delle attrici dello spettacolo Mara Maria Marianna programmato a Roma. La Maraini condivide il palco con Lina Bernardi, Gianni Elsner, Giuliano Manetti, Alberto Pudìa e Saviana Scalfi; recitando per la regia di Maricla Boggio. La rappresentazione avviene al Teatro della Maddalena, importante sede nello scenario femminista dell'epoca. Nel 1974 è impegnata insieme alle artiste Olga Cappellini, Anita Marini, Sara Poli, Fortunata "Fufi" Sonnino  nel recital di canzoni Le canzoni del disagio per la regia di Laura Di Nola. Nello stesso anno cura ed esegue, insieme ad Anita Marini, le musiche dello spettacolo Ecce Homo, commedia scritta da Barbara Alberti. Sempre nel 1974 firma le musiche de La donna perfetta, dramma incentrato sulla tematica dell'aborto, scritto da Dacia Maraini che unitamente ad Annabella Cerliani ne ha curato anche la regia. La prima dello spettacolo, accompagnata da un certo scandalo e successo di pubblico, avviene alla Biennale di Venezia. Successivamente nel 1975 lo spettacolo è al Teatro Alessandro Bonci di Cesena dove Yuki suona la chitarra ed è insieme a Claudia Ricatti la narratrice. A gennaio dello stesso anno cura per il Teatro della Maddalena anche le musiche di Guglielmo e Marinella. Un uomo folle e una donna bella, testo di Viveca Melander, mentre a febbraio è impegnata, anche come attrice e regista, nello spettacolo per ragazzi Lo sciopero dei giocattoli.  Altri spettacoli per cui compone e canta, sempre per il Teatro della Maddalena, sono Sorellanza (1975) e Siamo in tante (1976).
Impegnata col Movimento Femminista Romano, nel 1975 pubblica insieme a Fufi Sonnino l'album e libro Canti delle donne in lotta per cui è autrice anche di alcune canzoni, sotto etichetta I dischi dello Zodiaco. Sempre per la stessa casa discografica, ma l'anno successivo, viene messo in commercio il secondo volume del precedente album, con alcuni componimenti composti dalla Maraini. Entrambi i long playing sono stati interpretati da Sonnino e Maraini, registrando il LP a Napoli. Nel 1975 pubblica un LP dal titolo Siamo in tante..., con canzoni di femministe di lotta e canti popolari legati alla tematica femminista. Allegato all'album c'è un volume con testi di varie canzoni, sia popolari sia femministe.
Dal giugno 1976 crea le musiche dello spettacolo teatrale Dialogo di una prostituta con un suo cliente, scritto e diretto dalla sorella Dacia.
Nel 1979 compone le melodie per la rappresentazione Suor Juana, di Dacia Maraini e per Me da me stessa (1979), studio sulla poesia di Emily Dickinson, per il quale si occupa sia dei testi sia delle musiche. Tra il novembre e il dicembre del 1980 è la protagonista dello spettacolo Lezioni di schizofrenia, per il Teatro La Maddalena della capitale italiana. Sempre nel dicembre recita e dirige Ipotesi vocale al Teatro Stabile di Torino, spettacolo proposto anche a Roma. Inoltre, nello stesso periodo, produce le musiche per La pièce, regia della sorella Dacia.
Compone anche le musiche per lo spettacolo Netočka, tratto dal romanzo Netočka Nezvanova di Fëdor Dostoevskij nel 1985, sempre della sorella Dacia..
Yuki Maraini muore a Rieti il 20 agosto 1995 per complicazioni dell'artrite reumatoide. Due anni dopo, nel febbraio 1997, viene ricordata al Teatro dell'Orologio di Roma alla presenza dei familiari e di altri artisti come Elio Pecora, con un video curato dalla figlia Yoi. La ballerina Claudia Zaccari ha danzato per l'occasione su un pezzo della Maraini, mai pubblicato prima, dal titolo La follia di Lady Macbeth. Inoltre, sempre nel 1997, le sue musiche vengono utilizzate in America Latina (Cile, Uruguay e Argentina) per lo spettacolo Le ragioni di Suor Juana.

## Vita privata
Si sposa con Enzo Manili, designer, dal quale ha avuto nel 1961 la figlia Yoi (Gioia per l'anagrafe), anch'ella compositrice e cantante, che in gioventù ha condiviso il palco con la madre.

## Discografia

### Album
- 1975 – Canti delle donne in lotta (con Fufi Sonnino)
- 1975 – Siamo in tante... (con Sara Poli, Amalia Goffredo, Fufi Sonnino, Antonietta Laterza)
- 1976 – Canti delle donne in lotta N.2 (con Fufi Sonnino)

## Opere letterarie
- Yuki Maraini (a cura di), Siamo in tante.... (la condizione della donna nelle canzoni popolari e femministe: libro +  disco), Roma, Savelli, 1975.

## Canzoni composte da Yuki Maraini
| Anno | Titolo                           | Autori del testo | Autori della musica         | Interpreti | Note   |
| ---- | -------------------------------- | ---------------- | --------------------------- | ---------- | ------ |
| 1970 | Storia di una cosa               | Fufi Sonnino     | Yuki Maraini, Fufi Sonnino  |            | [ 24 ] |
| 1973 | Abortire                         | Fufi Sonnino     | Yuki Maraini, Fufi Sonnino  |            | [ 25 ] |
| 1973 | Il mestiere più antico del mondo | Fufi Sonnino     | Yuki Maraini, Fufi Sonnino  |            | [ 26 ] |
| 1974 | Ma verrà un giorno               | Dacia Maraini    | Yuki Maraini, Fufi Sonnino  |            | [ 27 ] |
| 1974 | Tango della femminista           | Fufi Sonnino     | Yuki Maraini e Fufi Sonnino |            | [ 28 ] |
| 1974 | Ti ho visto là sul tavolo        | Dacia Maraini    |                             |            | [ 29 ] |
| 1975 | Otto marzo                       | Dacia Maraini    | Fufi Sonnino, Yuki Maraini  |            | [ 30 ] |